# Markus Prinz (Pokerspieler)
Markus Prinz ist ein professioneller deutscher Pokerspieler. Er gewann 2022 beim Millionaire Maker ein Bracelet der World Series of Poker Online.

## Pokerkarriere
Prinz stammt aus Bonn und lebt in Wien. Er spielt auf der Onlinepoker-Plattform PokerStars unter dem Nickname playboy99999 und nutzt bei GGPoker seinen echten Namen.
Seine erste Geldplatzierung bei einem Live-Pokerturnier erzielte Prinz Mitte April 2010 bei der European Poker Tour in Sanremo bei einem Side-Event der Variante No Limit Hold’em. Im Juni 2016 war er erstmals bei der World Series of Poker im Rio All-Suite Hotel and Casino in Paradise am Las Vegas Strip erfolgreich und kam bei fünf Turnieren in die Geldränge. Dabei erhielt er seine höchste Auszahlung von knapp 30.000 US-Dollar für den 405. Platz im Main Event. Anfang Mai 2018 saß der Bonner am Finaltisch des Main Events der partypoker Millions North America in Kahnawake und erhielt als Vierter sein bislang höchstes Live-Preisgeld von 800.000 Kanadischen Dollar. Bei der partypoker Caribbean Poker Party in Nassau auf den Bahamas belegte er Mitte November 2018 den mit 175.000 US-Dollar dotierten sechsten Platz beim Super High Roller. Als aufgrund der COVID-19-Pandemie ab Juli 2020 erstmals die World Series of Poker Online (WSOPO) auf GGPoker ausgespielt wurde, erzielte Prinz dort 13 Geldplatzierungen und platzierte sich auch 2021 bei der zweiten Austragung 12-mal auf den bezahlten Rängen. Ende August 2022 gewann der Deutsche das Millionaire Maker der WSOPO 2022 und sicherte sich eine Bracelet sowie den Hauptpreis von knapp 1,2 Millionen US-Dollar.
Insgesamt hat sich Prinz mit Poker bei Live-Turnieren mehr als eine Million US-Dollar erspielt. Gemeinsam mit seinem ehemaligen Pokercoach Dominik Nitsche gründete er die Plattform DTO Poker, auf der man sein spieltheoretisch optimales Pokerspiel trainieren kann.